# Yago Santiago
Yago de Moura Santiago (Recife, 17 de abril de 1992) é um enxadrista brasileiro, detendo o título de Grande Mestre Internacional de Xadrez pela FIDE.

## Biografia
Filho do jornalista Vandeck Santiago e da aromaterapeuta Maria Gorethi Barbosa de Moura, Yago Santiago recebeu as primeiras orientações de como jogar xadrez com o pai aos oito anos de idade e sua primeira participação em xadrez de competição ocorreu quando ele tinha dez anos de idade, com o incentivo paterno. Com facilidade de aprender e fazer cálculos de variantes rapidamente, Santiago hoje se destaca por um estilo de jogo agressivo, dinâmico e com foco em cálculos profundos e complexos.
Os grandes mestres que mais influenciaram Santiago foram Kasparov, Alekhine e Fischer. Na literatura enxadrística, as obras preferidas são Meus Grandes Predecessores de Kasparov e Zurique 53 de Bronstein. Santiago considera Henrique Mecking o maior enxadrista brasileiro de todos os tempos. As partidas favoritas de sua carreira são aquelas contra os GM's André Diamant e Alexandr Fier na Final do Brasileiro de 2009.  Ministrou ainda diversas partidas simultâneas, dentre elas contra os alunos do Colégio Mundial em Natal.
Em 2009 foi campeão absoluto do Nordeste do Brasil após vencer o II Memorial Governador Miguel Arraes, evento mais conhecido como "Nordestão". No mesmo ano alcançou o título de Mestre FIDE com um rating oficial de 2.274 pontos. Em 2010 foi novamente campeão absoluto do Nordeste após vencer a terceira edição do Nordestão.
Santiago já venceu dois abertos do Brasil que são torneios nacionais nos quais a participação é livre a todos os enxadristas, sejam eles brasileiros ou de outros países. No torneio de Osasco, realizado entre 20 a 22 de abril de 2012, foi vice-campeão, sendo que o campeão foi o GM paraguaio José Fernando Cubas.
Em 22 de junho de 2012 tornou-se o primeiro pernambucano a conquistar o título de Mestre Internacional e o primeiro enxadrista nordestino a realizar tal façanha representando uma federação do Nordeste do Brasil. Após se tornar vice-campeão do Campeonato Sul-Americano de Xadrez, na categoria Sub-20, realizado em Assunção, a capital do Paraguai. Santiago terminou o Sul-Americano empatado com sete pontos com outro brasileiro, o até então MI Evandro Barbosa, de Minas Gerais. No critério de desempate, Barbosa ficou o título de campeão e Santiago, de vice, o que lhe garantiu o título de Mestre Internacional.
Em 1972, o cearense e bicampeão brasileiro Hélder Câmara foi o primeiro enxadrista nordestino a conquistar o título de Mestre Internacional, porém representando a federação de São Paulo. O mesmo pode ser dito do maranhense Rafael Leitão e do cearense André Diamant, atuais GM's. Santiago é o primeiro a obter o título representando uma federação nordestina.
Atualmente não dispõe de treinador ou patrocinadores, entretanto, durante os Jogos Abertos do Interior das cidades de São Paulo, foi patrocinado pela cidade de São Caetano do Sul.
É torcedor do Sport Club do Recife.
Em 2023 fez uma boa campanha no Campeonato Continental, fazendo 8/11  terminando na nona colocação, conquistando uma vaga para a Copa do Mundo de xadrez de 2023

## Títulos conquistados
- Em 2008, campeão de dois abertos do Brasil.
- Em 2008, campeão pernambucano.
- Em 2009 e 2010, bicampeão invicto do Memorial Governador Miguel Arraes (Nordestão).
- Em 2012, vice-campeão do Campeonato Sul-Americano de Xadrez, na categoria Sub-20.
- Em  2013, venceu o XVII Magistral de la Republica Argentina Copa Mercosur.[8]
- Em 2014, venceu o 17° Torneio Regional nordeste.[9]
- Em 2015, venceu o 18° Torneio Regional nordeste.[10]
- Em 2022, venceu o VI SESC Caiobá[11]
- Em 2023, venceu o 1° CIT Open.[12]
- Em 2023, venceu o Memorial Bobby Fischer[13]
- Em 2024, venceu o VIII Torneio Internacional Sesc Caiobá - Rápido[14]
- Venceu o IV Nikity Blitz 2024[15]
- Venceu o ChessOrg Schachfestival 2025 Bad Wörishofen Open A[16]